# Harald Aronsson
Sune Harald Aronsson, född 23 september 1913 i Askers församling, Örebro län, död 24 september 1981 i Örebro Nikolai församling, Örebro var en svensk politiker (socialdemokrat). 
Han var ordförande i Örebro arbetarekommun 1947–71, kommunalråd i Örebro 1952–71, landshövding i Örebro län 1971–80.
År 1939 blev Harald Aronsson anställd vid SJ:s centrala verkstäder i Örebro (CV). År 1940 blev han suppleant i barnavårdsnämnden för socialdemokraternas räkning, och tre år senare invald i stadsfullmäktige. Han gjorde därefter en snabb karriär inom partiet, så att han redan 1947 blev ordförande för arbetarekommunen, och 1953 drätselkammarens ordförande. Med detta blev han "Örebros starke man", en position som han kom att behålla i många år.
Parallellt med sin politiska karriär avancerade Aronsson inom det kommunala bostadsbolaget Stifelsen Hyresbostäder, senare ÖBO. Där blev han verkställande direktör år 1954.
Sin dubbla maktposition förvaltade Aronsson skickligt. Han blev förknippad med utbyggnaden och förnyelsen av bostadsbeståndet i Örebro – på gott och ont. Det första projektet som Aronsson var involverad i var Stjärnhusen i Rosta. Därefter kom Baronbackarna på norr. Båda dessa anses vara lyckade exempel på bostadsområden innan miljonprogrammet. Aronsson och hans samtida har emellertid fått utså mycket kritik för förnyelsen av det gamla Söder, som skedde med ovarsam hand, och där resultatet kom att få en trist prägel av betong.
Aronsson engagerade sig också personligen i fördelningen av bostäder. Han satt en kväll i veckan på Bostadsförmedlingen, där han tog emot bostadssökande. Som bostadsförmedlare gjorde han prioriteringar utifrån sina egna värderingar. Till exempel kunde sökande som hade något väsentligt att tillföra Örebro, påräkna en bättre position i bostadskön.
Som belöning för lång och trogen tjänst inom kommunalpolitiken blev Harald Aronsson utsedd till landshövding i Örebro län 1971. Denna ära mottogs av Aronsson med viss tveksamhet. Efter utnämningen yttrade han:
| ”                 | Jag trodde de gjorde mig till landshövding för att de respekterade mig. Nu inser jag att de ville ha bort mig. | „ |
| – Harald Aronsson | |   |

Aronsson blev av Länsteatern häcklad för sitt pampvälde i Lars Björkmans pjäs Pampen i januari 1972, och igen 1978 i pjäsen Hemmets härd är guld värd. En hyresvals. av Gunnar Ohrlander. Han anklagades i den sistnämnda pjäsen för att ha använt byggkreditiv till annat än vad som avsetts. Dessutom menade man att han skulle ha låtit Stiftelsen Hyresbostäder köpa kommunala fastigheter för att rädda den kommunala ekonomin.